# Di questo
Di questo (in russo Про это?, Pro eto) è un poema scritto da Vladimir Vladimirovič Majakovskij tra il dicembre del 1922 e il febbraio del 1923, pubblicato per la prima volta nel marzo del 1923 sul primo numero della rivista Fronte di Sinistra delle Arti.

## La stesura
Nell'autobiografia Io stesso (in russo Я сам?, Ja sam), pubblicata nel 1922 sul giornale berlinese Novaja Russkaja Kniga, Majakovskij ricordava così l'inizio della stesura del poema Di questo:
(Vladimir Majakovskij, Io stesso (1922))
Sei anni più tardi, il poeta di Bagdati pubblicò una nuova versione della sua autobiografia, integrando gli eventi successivi al 1922. Le parole a proposito del poema progettato furono sostituite dalla frase:
(Vladimir Majakovskij, Io stesso (1928))
Negli ultimi giorni del 1922 Majakovskij iniziò la composizione di un poema che avrebbe mostrato la moralità e l'amore dell’uomo nuovo, affrontando il tema della vita quotidiana dell'artista calato nella nuova realtà del socialismo. A questo scopo Majakovskij e Lilja Brik avevano concordato, su proposta di quest'ultima, un periodo di due mesi di separazione, dopo un acceso litigio tra i due; in particolare, i due avrebbero dovuto sottoporsi a un autoesame in quei mesi di distanza, interrogandosi sul loro rapporto con il quotidiano, sulle loro abitudini e sui loro sentimenti, in primis l'amore e la gelosia. Nei due mesi di separazione da Lilja Brik, Majakovskij scrisse una lettera-diario in cui appuntava le sue riflessioni (mai spedita e ritrovata solo dopo il suicidio del poeta); sui suoi giorni trascorsi da solo e lontano da Lilja nello studio in via Lubjanskij, ebbe a dire nel suo diario:
(Vladimir Majakovskij, lettera-diario del febbraio 1923)
Il 28 febbraio 1923, alle tre del pomeriggio, Majakovskij e Lilja Brik si incontrarono nuovamente e trascorsero insieme diversi giorni a Pietrogrado. Nel suo libro di memorie del 1956 la Brik ricordava con queste parole l'accaduto:
(Lilja Brik)
Esistono tre manoscritti del poema, quello più importante, ossia il secondo, riporta la data dell'11 febbraio 1923. La terza stesura, con poche revisioni rispetto alla seconda, riporta infatti la medesima data.

## La pubblicazione
Il poema fu pubblicato per la prima volta il 29 marzo 1923 e apparve sul primo numero della rivista Fronte di Sinistra delle Arti (LEF), fondata e diretta dallo stesso Majakovskij. Nello stesso anno il poema uscì poi in volume, in un'edizione alla quale partecipò l'artista costruttivista Aleksandr Rodčenko, che inserì fotomontaggi di Majakovskij e Lilja Brik: la copertina dell'opera mostrava una foto in bianco e nero del volto di Lilja con gli occhi sbarrati.

### Dedica
Come ogni poema di Majakovskij, anche Di questo riportava una dedica stampata a Lilja Brik. Il poema, infatti, viene dedicato «A lei e a me».

## Contenuto
Il poema è dedicato alla forza cosmica dell'amore e appare come un concatenarsi di situazioni che diventano sempre più intricate; l’effusione lirica si carica d’immagini, presagi, desideri e situazioni facendo quasi scomparire la trama.
(Vladimir Majakovskij)
L’argomento del poema viene introdotto nella prima sezione, ma non completamente svelato:
прикажет:

— Истина! —

Эта тема придет,

велит:

— Красота! —

[...]

Имя

этой

теме:

......!»
ordina:

— Verità! —

Questo tema arriva

ordina:

— Bellezza! —

[...]

Il nome

di questo

tema è:

......!»
(Vladimir Majakovskij, Di questo, vv. 35-40; 80-3)
Inizia quindi lo svolgersi vero e proprio del poema: un dialogo telefonico con l’amata scatena una profonda gelosia che trasforma il poeta in orso. Sconsolato, Majakovskij piange a tal punto da trovarsi a navigare sul fiume delle sue stesse lacrime che lo porta di fronte «all’uomo di sette anni fa» ossia il protagonista del poema L’uomo, scritto nel 1918, che, legato ad un enorme ponte, invano lo prega di liberarlo. Approdato sulla terra ferma passa per diversi ambienti piccolo-borghesi alla ricerca di qualcuno che possa aiutarlo a liberare l’uomo del ponte. Giunto a casa scopre che nemmeno i suoi famigliari sono disposti a seguirlo nell’impresa. Così, in un susseguirsi di delusioni e sconfitte, il poeta gridando versi s’imbarca su un’arca-astronave per navigare nell’universo. Nella parte finale Majakovskij invoca il chimico del trentesimo secolo e lo implora di resuscitarlo:
Я свое, земное, не дожил,

на земле

свое не долюбил.»
sulla terra

non ho avuto tutto il mio amore.»
(Vladimir Majakovskij, Di questo, vv. 1710-13)
La richiesta del poeta si fonda sulla speranza che l'eco dei propri versi giunga intatta e imperitura alle genti dei secoli a venire. Roman Jakobson ha sostenuto che tale richiesta, lungi dall'essere un mero espediente letterario, sia invece seria e motivata.

### Tematiche
Sono molti i temi toccati da Majakovskij nel poema, primo fra tutti il vivere quotidiano, «quel vivere in cui niente cambia, che si manifesta oggi come il nostro peggior nemico e che fa di noi dei filistei». L’immobilità del vivere quotidiano, presente per tutto il corso del poema, prende il sopravvento nella parte centrale: «Ma io a loro, / a questo domestico squittio di voci: / - e allora?! / Barattare l’amore per il tè?»; accompagnato dalle paure del fallimento della rivoluzione: «Ottobre ha tuonato / giudice / ferreo. / Voi / sotto la sua ala dalle piume di fuoco. / vi siete piazzati, / a sistemare le porcellane». L’orso-Majakovskij si accorge con tristezza di come l’amore sia vissuto con poca intensità e passione a causa della piatta vita quotidiana che dilaga al tempo della NEP. Lo stile di vita piccolo-borghese sta piano piano distruggendo lo slancio della rivoluzione e i sentimenti umani.

## Critica
Il poema non fu accolto con favore nel gruppo degli artisti di LEF: Nikolaij Nasimovič, il coeditore della rivista, diede un giudizio pesantissimo sui versi di Majakovskij, affermando che «noi non abbiamo alcun interesse per queste cose». D'altra parte, il poema fece una straordinaria impressione su Anatolij Vasil'evič Lunačarskij, che ebbe modo di ascoltare i versi di Di questo all'inizio di marzo del 1923, quando Majakovskij lesse per la prima volta il suo poema in pubblico, in casa dei Brik: tra i presenti figuravano anche Aleksandr Michajlovič Rodčenko e Boris Pasternak.

## Riferimenti nella cultura di massa
Nello Spettacolo-concerto Majakovskij, Carmelo Bene interpretò alcuni estratti del poema Di questo di Majakovskij. Nel 1974 andò in onda sulla Rai una versione televisiva dello spettacolo, intitolata Quattro modi di morire in versi.